# Saint-Martin-de-Sallen
Saint-Martin-de-Sallen era una comuna francesa situada en el departamento de Calvados, de la región de Normandía, que el 1 de enero de 2016 pasó a ser una comuna delegada de la comuna nueva de Le Hom al fusionarse con las comunas de Caumont-sur-Orne, Curcy-sur-Orne, Hamars y Thury-Harcourt.

## Demografía
| Gráfica de evolución demográfica de Saint-Martin-de-Sallen entre 1800 y 2014 |
|                                                                              |

Los datos demográficos contemplados en este gráfico de la comuna de Saint-Martin-de-Sallen se han cogido de 1800 a 1999 de la página francesa EHESS/Cassini, y los demás datos de la página del INSEE.